# Unité urbaine de Thiers
L'unité urbaine de Thiers est une unité urbaine française qui fait partie du département du Puy-de-Dôme et de la région Auvergne-Rhône-Alpes.

## Données globales
En 2010, selon l'Insee, l'unité urbaine de Thiers est composée de deux communes, toutes les deux situées dans le département du Puy-de-Dôme, plus précisément dans l'arrondissement de Thiers.
Dans le nouveau zonage de 2020, le périmètre est inchangé.
En 2022, avec 13 789 habitants, elle représente la 4e unité urbaine du département du Puy-de-Dôme, devancée par les agglomérations urbaines de Clermont-Ferrand (1er rang départemental et préfecture du département), de Riom (2e rang départemental, sous-préfecture) et d'Issoire (3e rang départemental, sous-préfecture).

## Délimitation de l'unité urbaine en 2020
L'unité urbaine de Thiers est composée des deux communes suivantes :
| Nom                   | Code Insee | Département | Statut       | Superficie (km2) | Population (dernière pop. légale) | Densité (hab./km2) | Modifier                                    |
| --------------------- | ---------- | ----------- | ------------ | ---------------- | --------------------------------- | ------------------ | ------------------------------------------- |
| Thiers (ville-centre) | 63430      | Puy-de-Dôme | ville-centre | 44,49            | 11 686 (2022)                     | 263                | modifier les données · modifier les données |
| Peschadoires          | 63276      | Puy-de-Dôme | banlieue     | 20,67            | 2 103 (2022)                      | 102                | modifier les données · modifier les données |

## Évolution démographique
L'évolution démographique ci-dessous concerne l'unité urbaine selon le périmètre défini en 2020.
| 1968   | 1975   | 1982   | 1990   | 1999   | 2009   | 2014   | 2020   |
| ------ | ------ | ------ | ------ | ------ | ------ | ------ | ------ |
| 18 036 | 18 106 | 17 713 | 16 688 | 15 281 | 13 607 | 13 698 | 13 585 |

## Pour approfondir